# Rösning
Rösning är en arkeologisk fornlämningstyp som består av en uppställd sten eller flera staplade stenar. Detta är en väldigt enkel fornlämningstyp.
Rösningar kan ha använts som riktmärken, markeringar för gömmor, gravplatser eller heliga platser.
Rösningar är vanligast i norra Sverige och de samiska områdena i fjällen, men förekommer som fornlämningstyp ända ner till Södermanland och eventuellt ännu sydligare.
Den stora majoriteten av alla kända rösningar finns i samiska områden och är med största sannolikhet skapade av samer.